# Geografia històrica
La geografia històrica és una disciplina que s'ocupa d'estudiar els territoris del passat, com han canviat fins al present i com han influït en les poblacions. Analitza com la cultura difereix a causa de les fronteres polítiques o de la influència dels factors físics al llarg del temps. Pertany, per tant, a la geografia humana. El seu màxim exponent és Carl Otwin Sauer.
Moltes vegades, però, les recerques sobre la geografia històrica poden ésser molt properes als estudis que es fan des d'altres disciplines, com pot ésser la història o l'arqueologia. En aquest sentit podem esmentar els estudis actuals sobre història del paisatge, que ens permeten de conèixer com eren els diversos territoris des de la prehistòria fins a l'actualitat, valorant d'una manera especial els períodes antics, medievals i moderns.